# Shutterstock
Shutterstock（シャッターストック）は、アメリカのニューヨークに本社を置くストックフォト企業である。3億5000万点以上のロイヤルティフリーのストックフォト、ベクター画像、イラストをインターネット経由で提供する。また、2100万以上の映像・音楽素材のライセンスも取り扱う。当初は定額課金制であったが、2008年に個別取引にも対応可能になった。2012年にニューヨーク証券取引所に上場。

## 歴史
2003年、自ら３万点の画像を制作、所有していたジョンオリンガー氏（en:Jon Oringer）により会社が設立される。その後、他の作家の作品も取り扱うようになる。他の同業者が始める前に、いち早く「サブスクリプション」と呼ばれる画像ライセンスの販売方法を導入（固定の月額又は年額料金で、一日あたり25枚、もしくは一月あたり750枚までの購入といった方法）。2006年には静止画に加えて、動画も「サブスクリプション」で販売を開始。
シャッターストックが始めた「サブスクリプション」でのライセンス販売は固定料金で画像を使いたかった多くのユーザーに支持され、売上、販売枚数ともに急成長。その後、同業他社もシャッターストックに追従して「サブスクリプション」を導入することとなる。
2008年には「オンデマンド」と呼ばれる、契約後1年間であればいつでも画像を選んでダウンロードできるサービスをユーザに提供開始。2009年にはビッグストックフォト社を買収（ブランド名はビッグストックフォトで変わらず）。そして、2012年10月にニューヨーク証券取引所への上場を果たす（ティッカーコードはSSTK）。

## 出展者
出展者はシャッターストックに写真やイラスト、動画など、自分の作品を登録すれば、全世界のユーザーに向けてライセンスの販売ができる。作品を販売するためには、事前に品質チェックを受けて、シャッターストックより認定を受ける必要がある。認定を受けた作家の作品は、再度品質や、肖像権、著作権などのチェックを経て、シャッターストックのサイトで公開、販売が開始される。他のストック写真の会社と同様に、ライセンスが販売されたあと、ロイヤルティという形で作家に著作権料が支払われる。

## グローバル展開
シャッターストックは150カ国、40,000人の作家より作品を預かり、日本語を含む世界20カ国語で画像の検索と購入ができるシステムを構築。全世界のユーザーにライセンスを販売している。なお、日本国内には数人のみが在籍する営業所だけが設置されており、日本語によるサポートなどを受けたい場合はシンガポールやアメリカ・ニューヨークに居るスタッフが対応している。

## 写真素材の不正販売
2019年2月、日本の写真素材配布サービスPAKUTASOにおいて無料配布されている写真素材が、Shutterstock上で不正販売されていたことが判明した。100枚以上が販売されており、PAKUTASO側は誤って無料写真をShutterstock上で購入しないように注意を呼びかけた。
2022年9月、バーチャルYouTuberの結目ユイの画像がShutterstock上で不正販売されていたことが判明した。画像はCHET Groupが発売したオムニバスCD『バズった曲集めてみた-令和- Mixed by DJ ROYAL』（2022年9月7日発売、規格品番：WAPO-125）のジャケット画像に使用されていたもので、結目ユイ本人がTwitterに投稿したことで発覚した。
2023年9月、日本在住のイラストレーターが作成した画像がShutterstock上で不正販売されていたことが判明した。画像は無許可で加工した上でロイヤルティフリー素材として掲載されており、この画像をソニーネットワークコミュニケーションズが広告制作目的で購入し、同社がサービス展開しているNURO 光のプロモーション投稿としてSNS上に投稿したため、発覚した。